# تراستوزوماب إمتانسين
تراستوزوماب إمتانزين الذي يباع تحت الاسم التجاري كادسيلا، هو دواء يستخدم لعلاج سرطان الثدي. يستخدم على وجه التحديد لـ HER2 الإيجابي الذي عُولج بأدوية أخرى. لقد أدى إلى تحسين البقاء على قيد الحياة بشكل عام من 25 شهرًا إلى 31 شهرًا. و يعطى عن طريق الحقن في الوريد.
تشمل الآثار الجانبية الشائعة له: التعب و الغثيان و مشاكل الكبد و النزيف و آلام العضلات و الإمساك. قد تشمل الآثار الجانبية الأخرى: مشاكل في الرئة، و تفاعلات التسريب، و اضطرابات عصبية. أما استخدامه في الحمل قد يضر الجنين. وهو عبارة عن جسم مضاد و دواء مترافق. و هو يتألف من الجسم المضاد وحيد النسيلة تراستوزوماب الذي يرتبط بـ HER2 المرتبط بالعامل السام للخلايا DM1.
ووفق على تراستوزوماب إمتانسين للاستخدام الطبي في الولايات المتحدة و أوروبا في عام 2013. في المملكة المتحدة، تكلف الجرعة لشخص يزن 70 كجم هيئة الخدمات الصحية الوطنية حوالي 4300 جنيه إسترليني كل 3 أسابيع اعتبارًا من عام 2021. ويبلغ هذا القدر في الولايات المتحدة حوالي 9400 دولار أمريكي.